# Дробишевський Станіслав Володимирович
Дробишевський Станіслав Володимирович (нар. 2 липня 1978 р., Чита) — російський антрополог, кандидат біологічних наук, доцент кафедри антропології біологічного факультету МДУ ім. М. В. Ломоносова, педагог і популяризатор наукового світогляду, науковий редактор порталу Антропогенез.ру.
Член Російського відділення Європейської антропологічної Асоціації. Автор низки монографій та статей з тематики антропогенезу. Учасник низки антропологічних експедицій та розкопок.
Відвідував окупований Росією Кримський півострів, порушуючи законодавство України.

## Біографія
Станіслав Дробишевський народився в сибірському місті Чита, де й провів дитинство. Його батьки, Дробишевський Володимир Станіславович та Смірнова Любов Олексіївна — випускники факультету філософії ЛДУ.
Родина батька походить із села Шепотовичі Чечерського району Гомельської області Білорусі. Названий на честь свого діда Станіслава Афанасійовича (Опанасовича).
Захоплення палеонтологією у Станіслава стало проявлятися ще в дитинстві.

## Освіта
Навчався в 12-й середній школі в Читі, брав участь у більшості шкільних олімпіад. В 11-му класі Станіслав зайняв 1-ше місце з біології в Читинській області та 5-те місце в Сибіру.
У 1995 році він закінчив середню школу зі срібною медаллю. У тому ж 1995-му році Станіслав Дробишевський вступив в МДУ на біологічний факультет, вибравши кафедру антропології, оскільки вона найбільшою мірою відповідала його інтересам. Закінчивши ВНЗ із вищим балом у 1999 році, почав кар'єру вченого-антрополога, письменника, педагога та громадського діяча.
У 2000—2003 рр. Станіслав Дробишевський продовжив свою освіту в аспірантурі біологічного факультету МДУ, успішно захистившись у січні 2004 року.
У 2002—2003 рр. він став володарем іменної стипендії Уряду Москви.
- Курсова робота 1999 р.: «Досвід морфологічного та таксономічного аналізу деяких постнеандерталоїдних форм Східної Європи» (керівник О. М. Хрісанфова, оцінка «відмінно»).

- Дипломна робота: «Досвід визначення таксономічної значущості краніометричних ознак гомінідів методом канонічного аналізу» (керівник О. М. Хрісанфова, оцінка «відмінно»). Диплом ДВС 0731246 від 16 червня 2000 р.

- Дисертаційна робота на здобуття наукового ступеня кандидата біологічних наук «Комплексний аналіз філогенетичних взаємин пліо-плейстоценових гомінідів за краніологічними, остеологічними та палеоневрологічними даними» (керівник Е. Н. Хрісанфова). Захист відбувся 9 січня 2004 р. Диплом кандидата наук КТ № 121355.

## Кар'єра
- У грудні 2003 р. був призначений старшим лаборантом кафедри антропології біологічного факультету МДУ ім. М. В. Ломоносова.

- У серпні 2005 р. зайняв посаду асистента кафедри антропології біологічного факультету МДУ ім. М. В. Ломоносова.

- З 2011 р. є доцентом кафедри антропології біологічного факультету МДУ ім. М. В. Ломоносова, де наразі й працює.

## Викладацька діяльність
- «Анатомія центральної нервової системи» — лекційно-практичні заняття у студентів I курсу психологічного факультету МДУ ім. М. В. Ломоносова.

- «Археологія» — лекційний курс у студентів II курсу кафедри антропології МДУ ім. М. В. Ломоносова.

- «Краніологія» — лекційний курс у студентів III курсу кафедри антропології МДУ ім. М. В. Ломоносова.

- «Етнічна антропологія» — лекційний курс у студентів IV курсу кафедри антропології МДУ ім. М. В. Ломоносова.

- Річна археологічна практика у студентів III курсу кафедри антропології МДУ ім. М. В. Ломоносова.

Автор і співавтор методичних посібників і підручників з курсів антропології, археології та антропогенезу.

## Наукова діяльність
Станіслав Дробишевський є автором низки монографій:
1. Дробышевский С. В. Эволюция краниометрических признаков гоминид (канонический анализ). Москва-Чита, ЗИП Сиб. УПК, 2000, 141 с., илл.(рос.)
2. Дробышевский С. В. Черепные крышки из Сходни, Подкумка и Хвалынска — постнеандерталоидные формы Восточной Европы. Москва-Чита, ЗИП Сиб. УПК, 2001, 128 с., илл.(рос.)
3. Дробышевский С. В. Предшественники. Предки? Часть I «Австралопитеки», часть II «Ранние Homo». Москва-Чита, Издательство Читинского государственного технического института, 2002, 173 с., илл.(рос.)
4. Дробышевский С. В. Предшественники. Предки? Часть I «Австралопитеки», часть II «Ранние Homo». 2-е издание. Москва, УРСС, 2010, 190 с., илл.(рос.)
5. Дробышевский С. В. Предшественники. Предки? Часть III «Архантропы», часть IV «Гоминиды, переходные от архантропов к палеоантропам». Москва, УРСС, 2004, 344 с., илл.(рос.)
6. Дробышевский С. В. Предшественники. Предки? Часть V «Палеоантропы». М., КомКнига, 2006, 264 с., илл.(рос.)
7. Дробышевский С. В. Эволюция мозга человека (анализ эндокраниометрических признаков гоминид). Москва, КомКнига, 2007, 174 с.(рос.)
8. Дробышевский С. В. Предшественники. Предки? Часть VI. Неоантропы (Африка, Ближний Восток, Азия). Москва, УРСС, 2010, 390 с.(рос.)
9. Достающее звено (специально для портала Антропогенез.RU)(рос.)[6] .
10. У 2001 і 2002 рр. — Учасник Міжнародної конференції студентів та аспірантів з фундаментальних наук «Ломоносов — 2000»[7][8] .
11. Керівник гранту РФФД «Нейроендокринні аспекти еволюції пізніх гомінідів» (2002)[9].

### Публікації
Дробишевський у співпраці з М. А. Негашевою, Д. В. Богатенковим та І. А. Глащенковой брав участь у медичних дослідженнях ішемічної хвороби серця.
Автор і співавтор великого кількість статей присвячених аналізу краніологічним даних викопних гомінідів, еволюції мозку і розвитку адаптивних типів і ін. Слідуючи за течією думки вченого в опублікованих роботах в хронологічному порядку, можна бачити як зароджуються і розвиваються прогресивні теорії, які, в підсумку, стають основою для його нових наукових монографій. У своїй монографії про еволюцію краніометрії «Еволюція краніометричні ознак гомінідів (канонічний аналіз)» Москва-Чита, ЗІП Сиб. КПК, 2000, 141 с., Іл. на максимально можливому великому матеріалі вчений показав нерівномірність еволюції різних частин черепа, визначив темпи і напрямки еволюційних змін. Один з основних тез вченого полягає в тому, щоб людські раси розглядати як надзвичайно біологічно близькі категорії, відмінності між якими відображають лише локальні адаптації або є результатом випадковостей генетико-автоматичних процесів, причому, локальні малочисельні раси набагато спеціалізованіші і далі пішли від основоположника в порівнянні з «великими расами». У монографії «Еволюція мозку людини (аналіз ендокраніометричних ознак гомінідів)», Москва, видавництво ЛКІ, 2007, 176 с, вчений розробив і обґрунтував свою теорію про прискорення еволюції мозку предків людини внаслідок переходу на м'ясну їжу. Еволюція людства проходила під тиском мінливості навколишнього середовища, за своїми суворими законами природи, не залишаючи прихильникам креаціонізму найменшого шансу.
У своїх статтях та інтерв'ю С. В. Дробишевський часто зачіпає тему негативного впливу на свідомість людей навколонаукових міфів і всіляких «альтернативних» теорій виникнення людини і його еволюції.
Статті С. В. Дробишевського, присвячені питанням антропогенезу публікуються в таких науково-популярних періодичних виданнях, як «Природа», «Навколо світу», «Техніка — молоді», «Наука і життя».

### Археологічні польові роботи
Прихильник розвитку науки, обґрунтованої фактичним матеріалом, поєднуючи теоретичну складову антропології з практичної, починаючи з 1997 р. С. В. Дробишевський кожен археологічний сезон бере участь в розкопках і антропологічних експедицій. Вчений проводить морфометричне, кефалометричне і морфоскопічне обстеження живих людей, виробляє первинну обробку антропологічних та палеоантропологічних матеріалів експедицій. Вченим проведені вимірювання і систематизовані дані в цілому близько тисячі розкопаних і сучасних черепів. Брав участь у розкопках у м Іпатово Ставропольському краї під керівництвом А. Бєлінського (1999), в комплексній мегалітичної експедиції під сел. Архипо-Йосипівка (Краснодарський край) під керівництвом Б. В. Мелешко (2000). У 2001—2003 рр. брав участь у розкопках верхньопалеолітичній стоякиі в м. Зарайська (Московська область) під керівництвом С. Ю. Лева, і в розкопках мезолітичної стоянки Білий Колодязь (Московська обл.). У 2004—2008 рр. брав участь у розкопках давньогрецького городища і некрополя Артезіан (на захід Керчі, Крим, керівник експедиції Н. І. Винокуров), в розкопках палеолітичної стоянки в Денисовій печері (Алтай, керівник експедиції А. П. Дерев'янко, 2003), в розкопках в Московському Кремлі, Великому Новгороді, Чобручі, Войтенках та інших.

### Громадська діяльність
Окремо необхідно відзначити діяльність по популяризації науки в середовищі людей, які не мають спеціального біологічної освіти.

### Портал Антропогенез.ру
Ідея створення єдиного наукового-популярного порталу, який би об'єднав вчених і журналістів, які пропагують матеріалістичний науковий світогляд і висвітлює події в таких напрямках природничих наук, як антропологія, генетика, археологія, палеонтологія (та ін.), Належить журналістові Олександру Соколову, який, досліджуючи й аналізуючи інформацію, яка циркулює в інтернет-просторі та телебаченні, до свого жаху, виявив лише декількох вчених, поодинці намагаються протистояти антинаукової хвилі, яка буквально захлеснула ЗМІ та інтернет. А. Соколов звернувся за підтримкою до А. В. Маркову і пізніше вийшов на С. В. Дробишевського. О.Соколов і С. В. Дробишевський є засновниками порталу Антропогенез.ру.

О.Соколов про портал Антропогенез.ру:
«Я бачив в мережі різні версії: „МДУ“, „Академія наук“, мені особисто писали, що мовляв я „відпрацьовую якийсь грант“… <…> За проектом не варто нікого, крім мене та Станіслава Володимировича Дробишевського. Це цілком наше зі Станіславом дітище, наша приватна ініціатива. Нам не допомагають ніякі фонди та організації. Звичайно, ми багато з ким співпрацюємо — наприклад, з Державним дарвінівської музеєм, керівництво якого охоче надає нам приміщення для заходів (величезне їм за це спасибі!). Крім того, треба подякувати ряд наших авторів, які регулярно і терпляче пишуть відповіді на запитання читачів. А так — ми вільні птахи, робимо що хочемо.».
На даний момент він вважається найпопулярнішим і найпотужнішим за обсягом публікацій в Росії науково-популярним антропологічним інтернет-порталом. Колектив Антропогенез.ру у своєму складі має близько 30 авторів-кореспондентів та експертів.
С. В. Дробишевський є беззмінним науковим редактором порталу з самого моменту його заснування. Легко пізнавані по стилю, максимально інформативні, пронизані тонкою іронією, а часом і сарказмом, статті, нариси та рецензії С. В. Дробишевського по праву можна вважати візитною карткою наукового інтернет-порталу. Деякі рецензії мають особливо сильний резонанс в середовищі письменників і журналістів і викликають у суспільстві неоднозначну реакцію.
С. В. Дробишевський та інші ентузіасти порталу Антропогенез.ру привертають увагу громадськості до якості інформації і закликають нести відповідальність за вільно трактуватись наукові факти і теорії, спекуляції, навмисне перекручування та популяризацію перекручених фактів заради сенсації і комерційної вигоди. Все це стосується, в першу чергу, книг, що претендують на науковість, але не мають до науки ніякого відношення, якими постійно поповнюється книжковий ринок. Так само вчені виступають проти ряду телепередач і каналів, що транслюють інформацію, у відомому сенсі здатну підточити зусилля багатьох поколінь просвітителів науки створити утворене і гуманістичне суспільство. Незважаючи на видимі успіхи і зростаючу популярність, у колективу Антропогенез.ру попереду ще дуже багато роботи.

### «Достающее звено» («Присутня ланка»)
На додаток до редакторської діяльності, С. В. Дробишевський знаходить час активно працювати над своїм авторським проектом «Достающее звено» — серією статей, де роз'яснює проблеми, завдання і методи антропології. Статті дублюються серією короткометражних відеороликів, в яких вчений в доступній і наочній формі демонструє могутність і незаперечність наукових методів вивчення природи людини, а саме: на прикладі конкретних муляжів копалин черепів і скелетів показує і розповідає, як називається та чи інша частина скелета, які бувають межі мінливості виду, які бувають патології, за які функції людського організму відповідають різні відділи мозку, чим людина відрізняється від мавп і в чому схожість, як проходила еволюція приматів. Відеоролики серії «Достающее звено» транслюються також на каналі Youtube.com.

### С.В.Дробишевський в ЗМІ
Вчений виступає на радіо і телебаченні.

### 10 черепів, які приголомшили світ
29 березня в Державному Біологічному Музеї ім. К. А. Тімірязєва була відкрита перша виставка, організована порталом АНТРОПОГЕНЕЗ.РУ. Вона називається «10 черепів, які приголомшили світ». На виставці були експоновані ряд знаменитих палеоантропологічних знахідок, які раніше ніколи не виставлялися в Росії і які, насправді, в буквальному сенсі колись вразили науковий світ. Усім охочим випала можливість на власні очі побачити приміром, череп Knm-er 1470 (Людина рудольфійська), череп Knm-er 3373 (Людина прямоходяча), череп Knm-wt 15000 (Хлопчик з Туркани) та інші. В рамках відкриття виставки була проведена серія лекцій найвідоміших російських вчених, таких, як Марія Меднікова, Олександр Марков, Марія Добровольська, Світлана Боринська.

## Особисте життя
У 2006 році, під час археологічної експедиції в Артезіані, Станіслав Дробишевський познайомився з Інгою Маслій, яка незабаром і стала його дружиною. Діти — син Володимир (нар. у 2007), донька Марія (нар. у 2009).